# Tshotlego Morama
Tshotlego Morama (2 de febrero de 1987) es una deportista de Botsuana que compitió en atletismo adaptado. Ganó una medalla de oro en los Juegos Paralímpicos de Atenas 2004 en la prueba de 400 m (clase T46).

## Palmarés internacional
| Juegos Paralímpicos | Juegos Paralímpicos | Juegos Paralímpicos | Juegos Paralímpicos |
| Año                 | Lugar               | Medalla             | Prueba              |
| ------------------- | ------------------- | ------------------- | ------------------- |
| 2004                | Atenas (Grecia)     | Medalla de oro      | 400 m T46           |